# دیدگاه عمومی به دونالد ترامپ

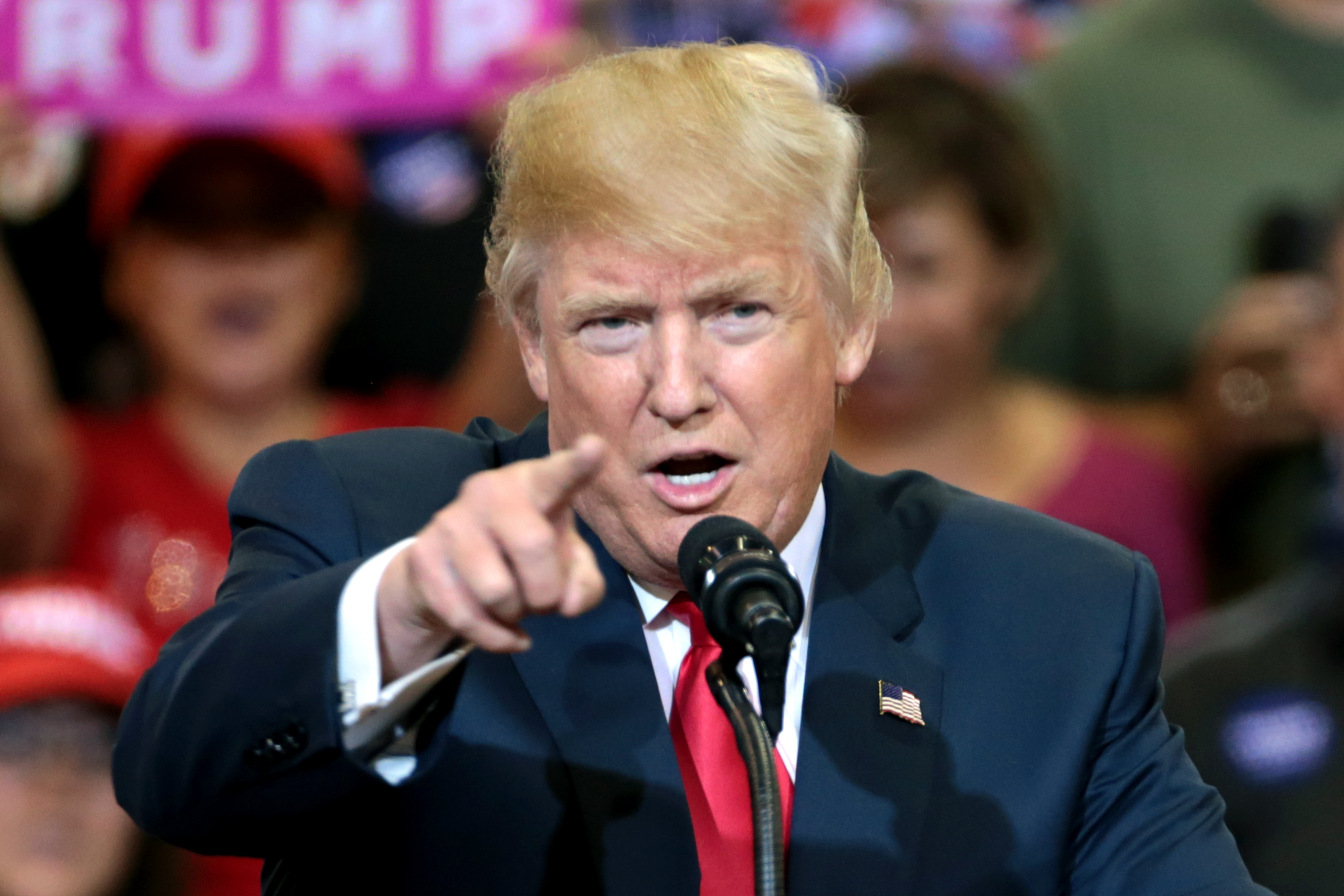
دونالد ترامپ

دونالد ترامپ، رئیس‌جمهور ایالات متحده از سال ۲۰۱۷ تا ۲۰۲۱، دیدگاه‌های عمومی بسیار دوگانه‌ای را در مورد عملکرد خود به عنوان رئیس دولت به دست آورده و نظر عموم مردم دربارهٔ رفتار و کردار او منفی بوده‌است. پیش از ورود به سیاست، او یک تاجر و شخصیت تلویزیونی بود که به خاطر تصویرش به عنوان یک سرمایه‌دار املاک و مستغلات مشهور بود. اگرچه از سوی بسیاری از حامیانش به عنوان یک شخصیت قهرمان تلقی می‌شود، اما ترامپ به‌طور گسترده‌ای به عنوان یک «بازرگان و فروشنده غیرقابل اعتماد» خطاب می‌گردد که سوژه جوک و طنز مردم قرار گرفته‌است.

## ثروت و موفقیت
از دهه ۱۹۸۰، ترامپ اغلب در مجلات شایعه‌پراکنی و زرد به‌عنوان یک بچه‌پولدار خانم‌باز و فردی بسیار ثروتمند دیده می‌شد که مورد تحسین ظیقه کارگر و عادی قرار می‌گرفت. یک کارشناس سیاسی به نام مایکل نلسون می‌گوید ترامپ سعی کرده خود را به عنوان بهترین نمونه کسی که در تجارت موفق است و سبک زندگی پر زرق و برقی دارد نشان دهد.

### کتاب‌ها
ترامپ ۱۹ کتاب در موضوعات تجاری، مالی یا سیاسی به نام خود منتشر کرده‌است. نخستین کتاب ترامپ، هنر معامله (۱۹۸۷)، پرفروش‌ترین کتاب نیویورک تایمز بود. به گفته نیویورکر، «این کتاب شهرت ترامپ را بسیار فراتر از شهر نیویورک گسترش داد، و تصویری از خود به عنوان یک معامله‌گر و سرمایه‌دار موفق را ترویج کرد.

### برند ترامپ
ترامپ یک برند شخصی بر اساس تصویر خود به عنوان یک غول املاک و مستغلات میلیاردر خودساخته ایجاد کرد و میلیون‌ها دلار با مجوز نام خود برای هتل‌های بین‌المللی، کازینو، محصولات و سایر سرمایه‌گذاری‌ها به دست‌آورد.

## دیدگاه شخصی
طبق گفته گالوپ، «سبک شخصی منحصر به فرد ترامپ، وقاحت و بی اعتنایی به هنجارها و گفتمان‌های سیاسی مرسوم» در طول زندگی سیاسی او، هم طرفداران و هم مخالفانی را برای او به همراه داشته‌است. از زمان نامزدی برای ریاست جمهوری، خلق و خوی و آمادگی ذهنی ترامپ به‌طور منظم موضوع بحث عمومی بوده‌است. ترامپ در پاسخ گفته‌است که او «بهترین خلق و خوی» را دارد و یک «نابغه بسیار پایدار» است. آمریکایی‌ها عمدتاً با خلق و خوی و رفتار شخصی ترامپ در مقام ریاست جمهوری مخالف بوده‌اند.